# NASA astrobiološki institut
NASA astrobiološki institut (engl. NASA Astrobiology Institute, NAI) je formirala NASA 1998. s ciljem razvijanja polja astrobiologije i formiranja naučnog okvira za svemirske misije. NAI je virtualna, distribuirana organizacija koja integriše astrobiološka istraživanja i programe obuke. Direktor instituta je Karl Pilčer od 2006.

## Literatura
- Biever, Celeste (5. 7. 2003). „After a decade in the cold, SETI gets money from NASA”. New Scientist. Reed Business Information Ltd. 179 (2402): 8. ISSN 0262-4079. „NASA Astrobiology Institute awarded the SETI Institute $5 million spread over five years for 10 projects, including one that feeds directly into the search for intelligent life. This project aims to target specific solar systems that are likely to support life, and will use telescopes to screen a type of star called an M-star”
- Dick, Steven J. (2005). The Living Universe: NASA and the Development of Astrobiology. Rutgers University Press. ISBN 978-0-8135-3733-7.
- Grymes, Rosalind A. (2002). „The NASA Astrobiology Institute: Reaching Within and Beyond”. Ad Astra. National Space Society. 14 (1): 12. ISSN 1041-102X.
- Lawler, Andrew (19. 1. 2007). „Astrobiology Fights for Its Life”. Science. American Association for the Advancement of Science. 315 (5810): 318—321. ISSN 0036-8075. doi:10.1126/science.315.5810.318.
- Mecham, Michael (14. 6. 1999). „Astrobiology team taking shape at Ames”. Aviation Week & Space Technology. McGraw-Hill. 150 (24): 211. ISSN 0005-2175.
- Sawyer, Kathy (1999). „Out of the Lab, And This World; Hands-On Nobel Laureate to Lead NASA Agency Studying Life's Origins”. The Washington Post. стр. A17.
- Committee on the Review of the NASA Astrobiology Institute, United States National Research Council (2008). Assessment of the NASA Astrobiology Institute. Washington, D.C.: National Academies Press. ISBN 978-0-309-11497-4.